# Sarobela
Sarobela là một chi bướm đêm thuộc họ Erebidae.

## Loài
- Sarobela litterata (Pagenstecher, 1888)